# Florens Radewyns
Florens Radewyns (en latin Florentius Radwyn), né vers 1350 à Leerdam, près d'Utrecht et décédé le 25 mars 1400 à Deventer, est le cofondateur des Frères de la vie commune.

## Biographie
Il eut un brillant parcours universitaire et passa son diplôme de maîtrise à Prague. De retour chez lui, il fut nommé chanoine de la Pieterskerk (église Saint-Pierre) d'Utrecht. Il mena pendant quelque temps une vie oisive: un sermon de Gerard Groote provoqua un radical changement de vie.
Il démissionna alors de son poste de chanoine, se mit sous la direction spirituelle de Groote, fut ordonné prêtre sur son insistance et accepta un petit bénéfice ecclésiastique à Deventer où résidait Groote. Il y seconda puissamment l'apostolat de son ami, en particulier parmi les écoliers pauvres de Deventer et, selon sa suggestion et dans sa maison, fut formée la première communauté des Frères de la vie commune.
Après la mort de Groote le 20 août 1384, Radewijns reprit la direction des Frères de la vie commune. Radewijns réalisa les plans de Groote pour les nouvelles communautés, en particulier celles de Zwolle et de Windesheim. C'est de sa maison que partirent en 1386 les six frères qui établirent la Congrégation de Windesheim, parmi lesquels se trouvait Jan, frère ainé de Thomas a Kempis. Thomas lui-même était sous la garde et les conseils de Radewyns de sa treizième à sa vingt et unième année. Il a écrit une esquisse aimante et édifiante de son maître dans laquelle il décrit Florens comme un homme versé dans les Écritures et instruit de la science sacrée, particulièrement pieux, humble, simple, zélé, charitable et pratiquant la mortification. Son austérité affaiblit sa santé et accéléra peut-être sa fin.
Les Frères le considéraient comme un saint. Son crâne, comme celui de Groote, est toujours conservé dans l'église catholique de (Broedern Kerk) à Deventer.
De sa correspondance une seule lettre est conservée car elle fut préservée par Thomas a Kempis: elle nous donne aussi une collection de ses paroles remarquables.